# Ладоша, Владимир Евгеньевич
Влади́мир Евге́ньевич Ладо́ша (16 февраля 1973, Ростов — российский гребец-каноист, выступал за сборную России в конце 1990-х — начале 2000-х годов. Двукратный чемпион мира, пятикратный чемпион Европы, победитель национальных первенств и многих международных регат. На соревнованиях представлял Самарскую область и спортивный клуб Министерства обороны РФ, заслуженный мастер спорта. Также известен как бизнесмен и спортивный функционер.

## Биография
Владимир Ладоша родился 16 февраля 1973 года в Куйбышеве. Активно заниматься греблей начал в раннем детстве, проходил подготовку в самарской школе высшего спортивного мастерства № 1 — сначала тренировался под руководством Н. Лазарева, позже у А. Абрамянца. Представлял вооружённые силы, в частности состоял в спортивном клубе Министерства обороны Российской Федерации. Первого серьёзного успеха добился в 1994 году, когда на взрослом всероссийском первенстве выиграл сразу пять медалей золотого достоинства: на дистанциях 200 и 500 метров среди каноэ-двоек и четвёрок, а также на 1000 м среди четвёрок. В последующие годы в общей сложности в различных дисциплинах становился чемпионом России 12 раз.
На международной арене Ладоша впервые заявил о себе в сезоне 1997 года, завоевав три медали (в том числе две золотые) на чемпионате Европы в болгарском Пловдиве и серебряную на чемпионате мира в канадском Дартмуте — в составе двухместного экипажа на двухсотметровой дистанции. За эти достижения по итогам сезона удостоен почётного звания «Заслуженный мастер спорта России». Год спустя взял две бронзы на первенстве мира в венгерском Сегеде, на сей раз в четвёрках на 200 и 500 метрах. Ещё через год на мировом первенстве в Милане в этих же дисциплинах добился титула чемпиона. В 2000 году вновь стал чемпионом Европы, выиграв полукилометровые заезды четвёрок на соревнованиях в польской Познани. В следующем сезоне взял бронзу на чемпионате мира в Познани и два золота на европейском первенстве в Милане, став, таким образом, пятикратным чемпионом Европы.
После завершения спортивной карьеры Владимир Ладоша занимался бизнесом, в начале 2010-х годов как владелец компании «Активные технологии» обвинялся в уклонении от уплаты налогов на сумму 146 млн рублей и проходил обвиняемым в уголовном деле по ч. 2 ст. 199 УК РФ — в течение нескольких лет участвовал в судебных тяжбах, в итоге так и не выплатив долга государству. В настоящее время состоит в общественной комиссии по физкультуре и спорту при комитете по культуре, спорту и молодёжной политике Самарской Губернской Думы.